# Panteó dels Berguedans Il·lustres
Panteó dels Berguedans Il·lustres és una obra de Berga inclosa a l'Inventari del Patrimoni Arquitectònic de Catalunya.

## Descripció
Panteó familiar al cementiri de Berga. És de planta en forma de creu grega, amb l'exterior voltat de xipressos i altres arbusts baixos que remarquen la importància del lloc. Està situat dalt d'un podi quadrat, no gaire alt, voltat per cadenes amb pilons de pedra. Tot l'exterior està fet de pedra després arrebossada. La part baixa fa unes franges, sobre hi ha un baix relleu amb columnes jòniques i encara a sobre, frontons triangulars a cada costat, com si fos un temple grec en petit. Per cobrir l'espai central hi ha cúpula rematada amb una creu de pedra.

## Història
Fou el panteó familiar dels Farguell, família benestant destacada en el panorama polític i industrial del lloc a finals del segle xix. És una obra de l'arquitecte Josep Torras Argullol, manresà, autor també de l'església de Puig-reig.